# Subvencija
Subvencija ali državna spodbuda je oblika finančne pomoči ali podpore, ponujena gospodarski panogi (podjetju ali posamezniku) z namenom spodbujanja gospodarske in socialne politike. Čeprav se navadno nanaša na državno pomoč, lahko subvencijo dajo tudi nevladne organizacije, ali pa gre za implicitne subvencije. Subvencijo so lahko neposredne (gotovinske subvencije, brezobrestna posojila) ali posredne (davčne olajšave, zavarovanja, posojila z nizkimi obrestmi, pospešena depreciacija).
Poleg tega so lahko široke ali ozke, legalne ali ilegalne in etične ali neetične. Najpogostejše oblike subvencij so tiste, dane proizvajalcem ali potrošnikom. Proizvodne subvencije zagotavljajo, da so proizvajalci na boljšem z zagotavljanjem podpore po tržni ceni, neposredne podpore ali plačil proizvodnim dejavnikom. Potrošniške subvencije običajno znižujejo ceno dobrin in storitev za potrošnike (v ZDA je bil npr. nekoč bencin cenejši od ustekleničene vode).
Tržno ravnotežje je stanje ravnovesja med kupci in prodajalci, pri katerem sta povpraševanje in ponudba pri določeni ceni izenačena. Ko cena pade, količina povpraševanja presega ravnotežno količino. Po drugi strani bo zmanjšanje ponudbe pod ravnotežno količino ceno povečalo. V tržnem ravnovesju je učinek subvencije premik krivulje ponudbe ali povpraševanja na desno za znesek subvencije (torej povečanje ponudbe ali povpraševanja).
Če je trg v popolnokonkurenčnem ravnotežju, bo subvencija povečala ponudbo nad ravnotežno konkurenčno količino. To bo povzročilo nastanek mrtve izgube, ki se pojavi, ker izgube zaradi subvencije presegajo pridobitve. Velikost mrtve izgube je odvisna od višine subvencije. To velja za tržno neučinkovitost.